# Idiocera punctipennis
Idiocera punctipennis är en tvåvingeart som först beskrevs av Edwards 1926.  Idiocera punctipennis ingår i släktet Idiocera och familjen småharkrankar. Inga underarter finns listade i Catalogue of Life.